# Škrlat
Škrlat ali purpur je snov, ki so jo Feničani uporabljali za barvanje tkanin. Pridobivali so ga iz morskega polža bodičastega voleka (Bolinus brandaris), ki iz žlez izloča rumenkasto sluz, ta na svetlobi prehaja v škrlat. Te polže so nabirali na obalah vzhodnega Sredozemlja. S to snovjo so tkanine barvali v več odtenkov, odvisno od časa namakanja tkanine v njej. Odtenki tkanin so tako obsegali širok spekter, od rumene, modre, vijolične ali rdeče barve. Postopek barvanja je bil drag, zato so tovrstne dragocene tkanine lahko kupovali le najpremožnejši kupci. V Bizantinskem cesarstvu so tako škrlatno obarvana oblačila nosili le visoki vladni uradniki.
Za pridobivanje barvila so potrebovali veliko število polžev, kar je tudi eden od razlogov za visoko ceno snovi in posledično obarvanih tkanin. Barvanje je kasneje olajšala uporaba rastlinskih barvil, ki so jih pomorščaki prinesli s Kanarskih otokov ter Madeire.
Šrlatno rdeče barve so oblačila kardinalov Rimskokatoliške cerkve.